# KK Split
Maillots
Le KK Split est un club croate de basket-ball. Il domine les compétitions européennes sous le nom de Jugoplastika Split dans les années 1980 et 1990.

## Historique
La période de gloire du club se situe à la fin des années 1980. le Jugoplastika Split remporte quatre titres consécutifs de champion de Yougoslavie entre 1988 et 1991. Mais c'est surtout sur la scène européenne que le Jugoplastika se fait sa réputation. Lors de la finale de la Coupe des clubs champions 1989 à Munich, les jeunes joueurs de Božidar Maljković triomphent des israéliens du Maccabi Tel-Aviv sur le score de 99 à 81.
L'année suivante, les Dino Rađa, Toni Kukoč, Žan Tabak, Velimir Perasović, Luka Pavičević atteignent de nouveau la finale. Le FC Barcelone est favori de celle-ci, qui se déroule en Espagne à Saragosse. Mais de nouveau les jeunes du Jugoplastika remportent le titre, emmené par un Kukoč qui marque 20 points et prend 7 rebonds.
Le départ de Maljković à Barcelone, ainsi que celui de Rađa à Rome, de Duško Ivanović et de Goran Sobin semble sonner la fin de la domination européenne de Split. Mais comme l'année précédente, le club, désormais dirigé par Željko Pavličević, retrouve Barcelone en finale. Malgré la présence de leur ancien entraîneur sur le banc adverse, les jaunes remportent un troisième titre européen. Cet exploit a seulement été réalisé auparavant par ASK Riga. Après ce dernier titre, Kukoč rejoint le championnat italien.

## Palmarès
International
- Vainqueur de la Coupe des clubs champions : 1989, 1990, 1991
- Finaliste de la Coupe des clubs champions : 1972
- Coupe Korać : 1976, 1977

National
- Champion de Croatie : 2003
- Vainqueur de la Coupe de Croatie : 1992, 1993, 1994, 1997, 2004

Yougoslavie
- Champion de Yougoslavie : 1971, 1977, 1988, 1989, 1990, 1991
- Vainqueur de la Coupe de Yougoslavie : 1972, 1974, 1977, 1990, 1991

## Entraîneurs successifs
- Enzo Sovitti
- Branko Radović (1964-1972)
- Srđan Kalember (1972-1973)
- Petar Skansi (1973-1977, 2002-2003)
- Zoran Slavnić (1985-1986)
- Božidar Maljković (1986-1990)
- Željko Pavličević (1990-1991, 1997)
- Josip Grdović (1996-1997)
- Predrag Kruščić (1998-1999, 2003)
- Ivica Skelin (2005-2006)
- Veljko Mršić (2006)
- Slobodan Subotić (2007-2009)
- 2018-2019 :  Vladimir Anzulović

## Joueurs célèbres ou marquants

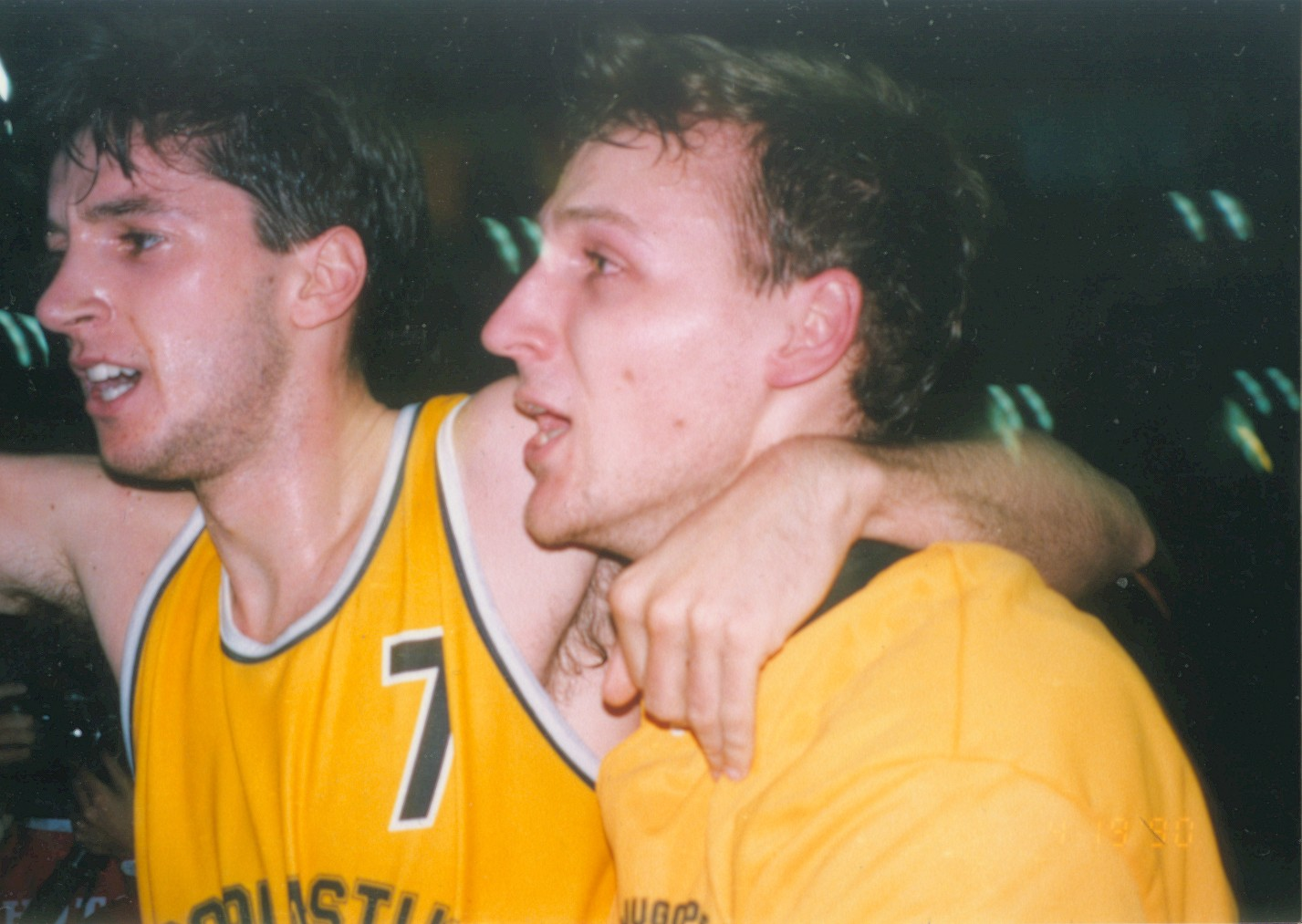
Toni Kukoč et Dino Rađa en 1990.

| Extérieurs | Extérieurs | Extérieurs        | Extérieurs  |         |
| Nr.        | N.         | Nom               | Taille (cm) | Période |
| ---------- | ---------- | ----------------- | ----------- | ------- |
| ...        |            | Rato Tvrdić       | ...         | ...     |
| ...        |            | Damir Šolman      | ...         | ...     |
| ...        |            | Duje Krstulović   | ...         | ...     |
| ...        |            | Velimir Perasović | 196         | ...     |
| ...        |            | Duško Ivanović    | ...         | ...     |
| ...        |            | Luka Pavičević    | ...         | ...     |
| ...        |            | Zoran Sretenović  | ...         | ...     |
| ...        |            | Ivica Dukan       | ...         | ...     |
| ...        |            | Petar Naumoski    | ...         | ...     |
| ...        |            | Jurij Zdovc       | ...         | ...     |

| Alliers | Alliers               | Alliers                | Alliers     |         |
| Nr.     | E.                    | Nom                    | Taille (cm) | Période |
| ------- | --------------------- | ---------------------- | ----------- | ------- |
| ...     |                       | Toni Kukoč             | 208         | ...     |
| ...     |                       | Zoran Čutura           | ...         | ...     |
| ...     | États-Unis d'Amérique | Micheal Ray Richardson | ...         | ...     |
| ...     |                       | Petar Skansi           | ...         | ...     |
| ...     |                       | Peter Vilfan           | ...         | ...     |

| Pivots | Pivots | Pivots        | Pivots      |         |
| Nr.    | N.     | Nom           | Taille (cm) | Période |
| ------ | ------ | ------------- | ----------- | ------- |
| ...    |        | Željko Jerkov | ...         | ...     |
| ...    |        | Željko Poljak | ...         | ...     |
| ...    |        | Dino Rađa     | 212         | ...     |
| ...    |        | Žan Tabak     | 213         | ...     |
| ...    |        | Goran Sobin   | ...         | ...     |
| ...    |        | Zoran Savić   | 203         | ...     |
| ...    |        | Andrija Žižić | ...         | ...     |